# イオアニス・ドゥーカス
イオアニス・ドゥーカス（Ioannis Doukas もしくは Dukas、ギリシャ語:Ιωάννης Δούκας、1841年 – 1916年）はギリシャの画家である。ミュンヘンで修業した画家たち、「ギリシャ・ミュンヘン派」の一人で、人物画などを描いた。

## 略歴
当時、オスマン帝国が支配していた現在のアルバニアのジロカストラに生まれた。1859年からアテネの美術学校で学んだ後、ミュンヘンに移り、1865年から1868年までミュンヘン美術院でカール・フォン・ピロティに学んだ。その後、パリに移り、ジャン＝レオン・ジェロームにも学んだ。
パリやマルセイユ、ウィーンで肖像画家として働き、高い評価を得た。1879年にギリシャに帰国した。帰国後も国内の展覧会だけでなくパリの展覧会にも出展した。イギリス、リバプールのギリシャ正教寺院の装飾画も描いた。
ニキフォロス・リトラスやニコラオス・ギジスを代表とするミュンヘン美術院で学んだギリシャ人画家の一人である。肖像画の他、歴史画や神話を題材にした絵画も描いた。1916年にアテネで死去した。

## 作品

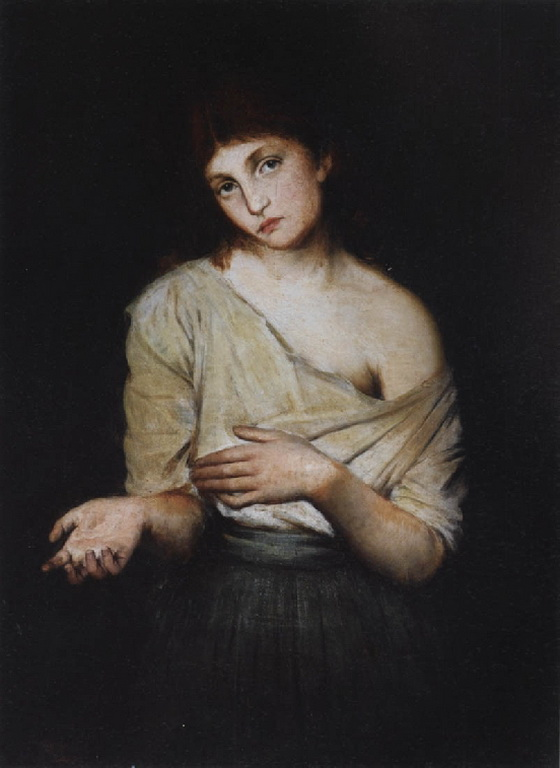
"Charity"
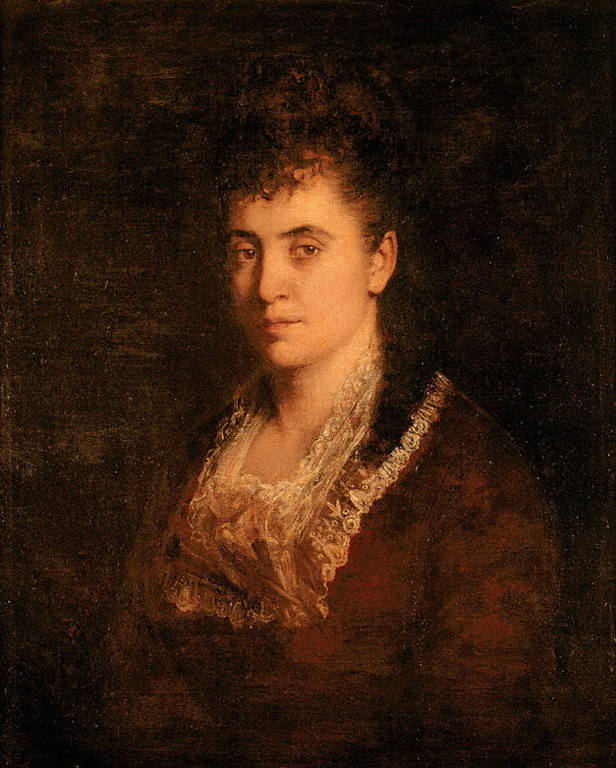
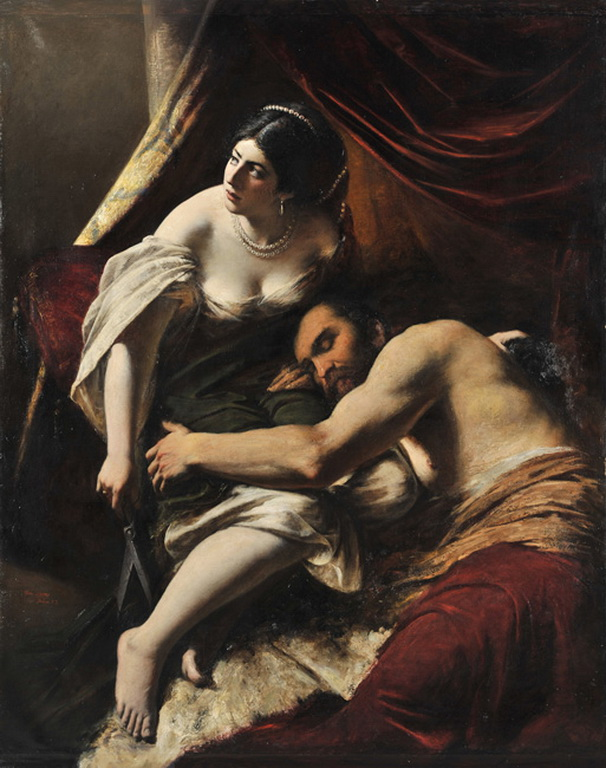
「サムソンとデリラ」 (1873)
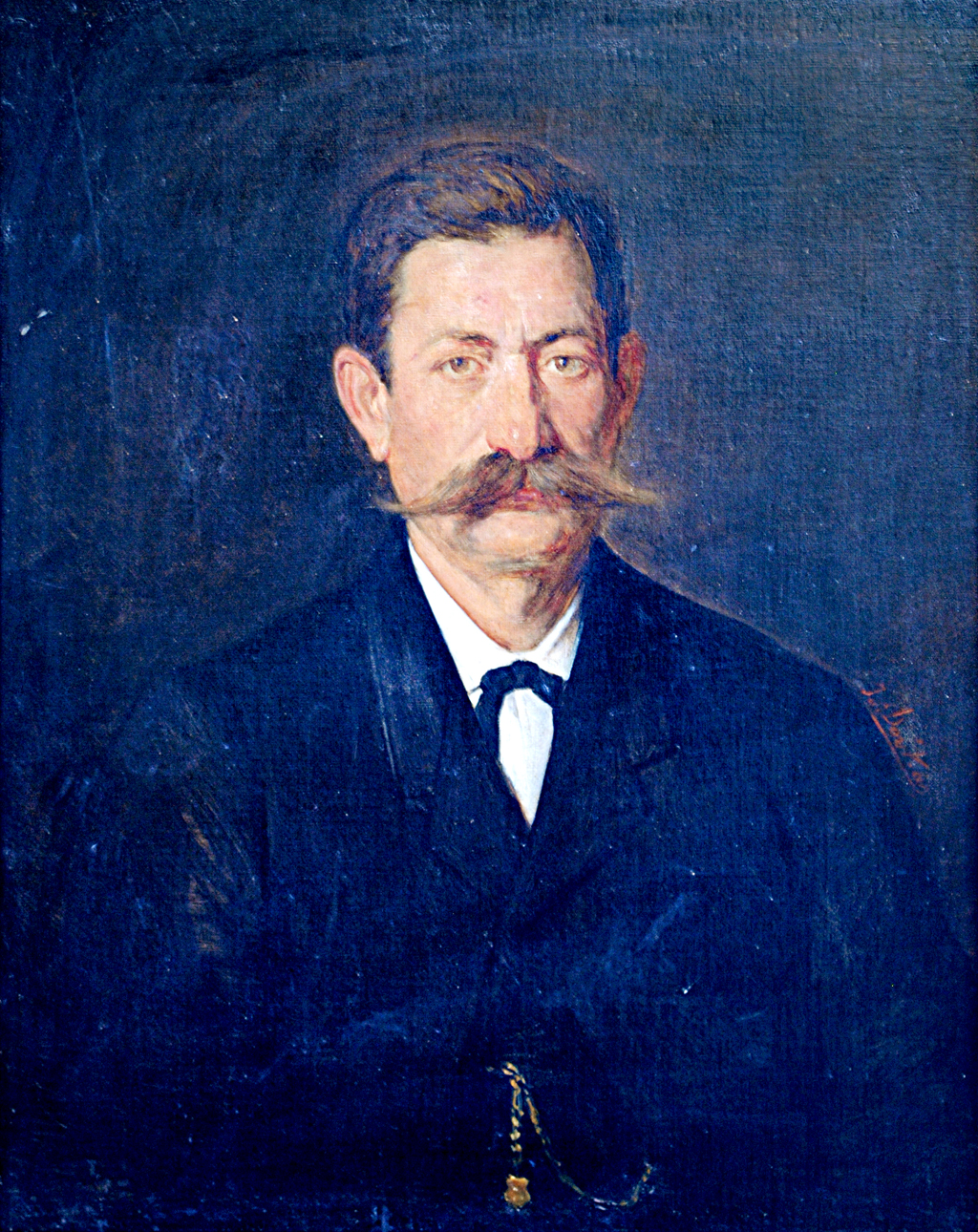
男性像